# Giulia Masotti
Giulia Masotti, född 1650 död 1701, var en italiensk operasångare.
Hon var engagerad vid det kejserliga hovet i Wien 1673–1701 och kallades sin tids högst betalade operasångerska. 